# Bupleurum wolffianum
Bupleurum wolffianum är en flockblommig växtart som beskrevs av Joseph Friedrich Nicolaus Bornmüller och H.Wolff. Bupleurum wolffianum ingår i släktet harörter, och familjen flockblommiga växter. Inga underarter finns listade i Catalogue of Life.